# Tanorus giluweanus
Tanorus giluweanus là một loài Trichoptera trong họ Hydrobiosidae. Chúng phân bố ở miền Australasia.